# Nik Dodani
Nik Dodani (Dallas, 19 dicembre 1993) è un attore e comico statunitense, noto per la sua interpretazione di Zahid Raja in Atypical.
Ha inoltre recitato nel ruolo di Pat Patel nel revival della sitcom della CBS Murphy Brown.

## Biografia
Oltre ad Atypical di Netflix e Murphy Brown della CBS, Dodani è noto per le sue apparizioni in Angie Tribeca di TBS, Idiotsitter di Comedy Central, Kevin From Work di Freeform e The Player della NBC. È apparso nel film Netflix prodotto da Ben Stiller, Alex Strangelove, nel film indipendente di Joshua Leonard, Dark Was The Night, con Marisa Tomei e Charlie Plummer, e nel thriller della Sony Pictures Escape Room. Nel 2021 ha interpretato il musical Caro Evan Hansen, accanto a Ben Platt e Julianne Moore.
Dodani si esibisce anche in stand-up e ha fatto il suo debutto comico a tarda notte in The Late Show with Stephen Colbert, il 28 settembre 2018.

### Vita privata
Nik Dodani è apertamente omosessuale.

## Filmografia

### Cinema
- Other People, regia di Chris Kelly (2016)
- The Good Neighbor - Sotto controllo (The Good Neighbor), regia di Kasra Farahani (2016)
- Alex Strangelove, regia di Craig Johnson (2018)
- Dark Was the Night, regia di Joshua Leonard (2018)
- Escape Room, regia di Adam Robitel (2019)
- Caro Evan Hansen (Dear Evan Hansen), regia di Stephen Chbosky (2021)
- Twisters, regia di Lee Isaac Chung (2024)
- The Parenting, regia di Craig Johnson (2025)

### Televisione
- Kevin from Work – serie TV, 2 episodi (2015)
- The Player – serie TV, 1 episodio (2015)
- Atypical – serie TV, 37 episodi (2017-2021)
- Idiotsitter – serie TV, 1 episodio (2017)
- Murphy Brown – serie TV, 13 episodi (2018)
- Angie Tribeca – serie TV, 1 episodio (2018)
- Trinkets – serie TV, 6 episodi (2020)
- The Owl House - Aspirante strega (The Owl House) – serie animata, episodio 2x05 (2021) – voce

### Doppiaggio
- Strange World - Un mondo misterioso (Strange World), regia di Don Hall (2022)

## Doppiatori italiani
Nelle versioni in italiano delle opere in cui ha recitato, Nik Dodani è stato doppiato da:
- Niccolò Guidi in Atypical, Murphy Brown, Trinkets
- Alex Polidori in Escape Room, Caro Evan Hansen
- Daniele Giuliani in Alex Strangelove

Da doppiatore è stato sostituito da:
- Daniele De Ambrosis in Strange World - Un mondo misterioso